# Wereldkampioenschappen kunstschaatsen 1904
De Wereldkampioenschappen kunstschaatsen is een evenement dat georganiseerd wordt door de Internationale Schaatsunie.
Het negende wereldkampioenschap kunstschaatsen werd op 23 en 24 februari 1904 in Berlijn, Duitsland georganiseerd. Berlijn was voor de eerste maal gaststad, Duitsland voor de eerste maal gastland.
De Zweed Ulrich Salchow won voor de vierde opeenvolgende keer de wereldtitel, hij werd hiermee alleen ‘recordhouder’. In 1903 was hij op gelijke hoogte gekomen met de Oostenrijker Gustav Hügel (kampioen in 1897, 1899 en 1900).

## Deelname
Drie mannen uit twee landen namen deel aan dit kampioenschap.
| Duitse Keizerrijk (2) Zweden (1) |

De Duitser Heinrich Burger nam voor de eerste keer deel.
De Duitser Martin Gordan nam voor de tweede keer deel. In 1902 werd hij derde.
De Zweed Ulrich Salchow nam voor de zevende keer deel, in 1897, 1899 en 1900 was hij als tweede geëindigd, in 1901,1902 en 1903 werd hij wereldkampioen.

## Medaille verdeling
| Discipline | Goud           | Zilver          | Brons         |
| ---------- | -------------- | --------------- | ------------- |
| Mannen     | Ulrich Salchow | Heinrich Burger | Martin Gordan |

## Uitslagen
pc = plaatsingcijfer
| #      | naam (deelname)    | land                       | pc |
| ------ | ------------------ | -------------------------- | -- |
| Goud   | Ulrich Salchow (7) | Vlag van Zweden            | 5  |
| Zilver | Heinrich Burger    | Vlag van Duitse Keizerrijk | 12 |
| Brons  | Martin Gordan (2)  | Vlag van Duitse Keizerrijk | 13 |

Medaillewinnaars

Mannen · 
Vrouwen ·
Paren · 
IJsdansen

 Toernooi

1896 · 
1897 · 
1898 · 
1899 · 
1900 · 
1901 · 
1902 · 
1903 · 
1904 · 
1905 · 
1906 · 
1907 · 
1908 · 
1909 · 
1910 · 
1911 · 
1912 · 
1913 · 
1914 · 
1915-1921 · 
1922 · 
1923 · 
1924 · 
1925 · 
1926 · 
1927 · 
1928 · 
1929 · 
1930 · 
1931 · 
1932 · 
1933 · 
1934 · 
1935 · 
1936 · 
1937 · 
1938 · 
1939 ·
1940-1946 · 
1947 · 
1948 · 
1949 · 
1950 · 
1951 · 
1952 · 
1953 · 
1954 · 
1955 · 
1956 · 
1957 · 
1958 · 
1959 · 
1960 · 
1961 · 
1962 · 
1963 · 
1964 · 
1965 · 
1966 · 
1967 · 
1968 · 
1969 · 
1970 · 
1971 · 
1972 · 
1973 · 
1974 · 
1975 · 
1976 · 
1977 · 
1978 · 
1979 · 
1980 · 
1981 · 
1982 · 
1983 · 
1984 · 
1985 · 
1986 · 
1987 · 
1988 · 
1989 · 
1990 · 
1991 · 
1992 · 
1993 · 
1994 · 
1995 ·
1996 · 
1997 · 
1998 · 
1999 · 
2000 · 
2001 · 
2002 · 
2003 · 
2004 · 
2005 · 
2006 ·
2007 ·
2008 ·
2009 ·
2010 ·
2011 ·
2012 ·
2013 ·
2014 ·
2015 ·
2016 ·
2017 ·
2018 ·
2019 · 
2020 · 
2021 ·
2022 ·
2023 ·
2024

 ISU-kampioenschappen

WK kunstschaatsen junioren ·
EK kunstschaatsen ·
Viercontinentenkampioenschap ·
Olympische Spelen